# Diablos Tequilos
Diablos Tequilos – drugi studyjny album zespołu Tuff Enuff, wydany w 1997 roku przez Metal Mind Productions (z oznaczeniem 0043).

## Lista utworów
1. „Quanto Diablos Anarchismo”
2. „Shadow Man”
3. „Dragon Tattoo”
4. „Dancing”
5. „Peyotl Song”
6. „Extasy”
7. „Diablos Tequilos”
8. „Brown Sugar”
9. „Mescal”
10. „16/18”
11. „Rodman”
12. „Noizzz"

## Single
- Mortadella Atack MCD (1997)

## Twórcy
Skład grupy
- Tomasz „Ziuta” Zdebik – gitara
- Tomasz „Sivy” Biskup – gitara, śpiew
- Adrian „Qlos” Kulik – gitara basowa, śpiew
- „Wörkie” - śpiew
- Marcin „Maryan” Papior – perkusja, inne instrumenty

Udział innych
- Jarosław Śmigiel (Illusion) – gościnnie gitara basowa
- Piotr Sitek – produkcja muzyczna
- Julita Emanuiłow – mastering
- Tomasz Dziubiński – producent wykonawczy
- Jacek Joostberens - grafika

## Informacje dodatkowe
- Album zawiera odniesienia do Ameryki Łacińskiej, zarówno w warstwie wstawek muzycznych i w słownictwie warstwy tekstowej utworów, jak również w przywoływanych używkach pochodzących z tego rejonu świata. „Ziuta” tak wyjaśnił te korelacje oraz inspiracje przy powstawaniu tej płyty: „(Latynoski klimat zawdzięczamy) wpływowi tequili, piwa zwanego Cervezą oraz seniorit pojawiających się w życiu każdego mężczyzny. Wszystkiego, co miłe. Całe to diabełkowanie zaczęło się prawie rok temu, z tym że tequila pojawiła się stosunkowo niedawno, podczas trasy z LD. Mieliśmy okazję trochę jej posmakować i nasunęła nam ostateczny kierunek pracy. Na całym świecie ludzie zaczęli myśleć o ciepłych, latynoskich klimatach, nagle zaczęło się dużo mówić o Meksyku – podświadomie to na nas podziałało. (...) Klimat meksykański ma być oazą spokoju, kojarzy nam się z wyzwoleniem. Agresja, z jaką zagraliśmy na płycie, w pełni oddaje to, w jaki sposób świat jest przytłaczany, miażdżony betonowymi blokami. Meksyk jest chyba jedynym miejscem w miarę nieskażonym cywilizacją”[2].
- Utwór „Rodman” zainspirowny został amerykańskim koszykarzem, Dennisem Rodmanem. Piosenka zawiera m.in. riff pochodzący z piosenki Hey Joe, wykonywanej przez Jimiego Hendrixa[3].